# 軍人及び軍属以外の者に交付された賜金国庫債券を無効とすることに関する法律
軍人及び軍属以外の者に交付された賜金国庫債券を無効とすることに関する法律（ぐんじんおよびぐんぞくいがいのものにこうふされたしきんこっこさいけんをむこうとすることにかんするほうりつ、昭和21年7月24日法律第4号）は、主として軍人および軍属以外の者に交付された賜金国庫債券を無効とすることに関する法律である。
第90期議会の帝国議会で制定された。その後、行政事務の簡素合理化に伴う関係法律の整理及び適用対象の消滅等による法律の廃止に関する法律（昭和57年7月23日法律第69号）の公布・施行により、1982年7月23日に廃止された。

## 沿革
賜金国庫債券は、昭和15年法律第69号の規定により発行された公債であり、主に戦争の論功行賞としての性質を持っていた（詳しくは賜金国庫債券を参照）。第二次世界大戦後の連合国軍最高司令官総司令部の指揮下において、大蔵大臣渋沢敬三が1945年11月16日に提出した「戦争利得の除去並に財政再建に関する覚書」に対し、軍人軍属に交付された賜金国庫債券に関してこれを無効とすること等の指令（SCAPIN337）が24日に日本国政府に送られた。昭和天皇は1946年2月28日に軍人及軍属に交付せられたる賜金国庫債券を無効とすることに関する件（昭和21年勅令第112号）をポツダム勅令として公布、施行し、軍人等に交付された賜金国庫債券は、無効となった。
このように軍人及び軍属に交付された公債は無効となったが、文官など軍人軍属以外の者に対して交付された公債はなお有効であった。内閣は、社会的影響や諸事情を勘案し、この公債の性質上特別な状況にのみ支給されるものであって恩給のように官吏の生活を保障するための物ではないこと及び軍人軍属のものだけ無効というのは権衡上の問題があるため、今後有効とすることは妥当性を欠くと判断し、2月26日に閣議決定が行われてこの法律を制定することとなった。
政府提出法案として1946年（昭和21年）6月21日に衆議院に提出された当法案は、読会制により6月29日の本会議の第一読会で臨時通貨法の一部を改正する法律案外一件委員会に付託されることとなった。衆議院では主に質疑等は行われず専ら後に送られる貴族院で議論されることとなる。7月2日に異議無く可決された当法案は、第二読会が開かれ、第三読会を省略して委員長報告通り可決されることとなった。
衆議院から7月5日に貴族院に送られた当法案は、本会議の第一読会で臨時通貨法の一部を改正する法律案特別委員会に付託され、質疑等（詳しくは該当の節を参照。）を行った結果、7月8日に異議無く可決されることとなった。翌日、本会議に戻った当法案は、臨時通貨法の一部を改正する法律案と一括して第二、第三読会と質疑や修正されることなく委員長報告通り可決し、制定されることとなった。
その後、公布の日に施行されてからおよそ36年後に施行された、「行政事務の簡素合理化に伴う関係法律の整理及び適用対象の消滅等による法律の廃止に関する法律」により、適用対象等の消滅及び行政目的達成等による法律の廃止の対象と判断された当法律は、廃止法第40条第55号によって廃止される。

## 議会での質疑
議会で質疑が行われた際にいくつか疑問点が投げられたが、政府は以下のように弁明をしている。

### 賜金国庫債券の提出
軍人軍属の賜金国庫債券を無効としたポツダム勅令では、期日以内に日本銀行に公債を提出する旨が明記されていたが、この法律にはそのようなことは明記しなかった。
政府の弁明では、この法律が対象としている軍人軍属以外に交付された公債は、軍人軍属に交付された公債とを比べると極めて少ないものとなるため、公債を取り扱っている日本銀行が適当な措置を行えば十分事足りると考えた次第である。
以下、帝国議会会議録に記された数字を元に計算したものである。なお端数は省略されている。
金額（当時の価格）
954,000,000円（総額）-828,000,000円（陸軍省関係）-116,000,000円（海軍省関係）-4,260,000円（政府が買い上げた分）=4,740,000円
人数
3,823,000人（総数）-3,336,000人（陸軍省関係）-426,000人（海軍省関係）=61,000人（政府に売った者もいるため、対象となるのはこれよりも少なくなる。）

### 担保や譲渡による問題
仮に当公債が譲渡されたり担保となっている場合、無効となった際の救済はどうなるのかという質問が出た。政府の弁明では、この公債自体担保や譲渡などを一切禁止しており、記名式の公債（一部無記名の公債もあったが、交付先が明確であるので問題はない。）であるため、仮にあったとしても救済措置を行わないと述べた。

### ポツダム勅令と範囲の権衡
今回、軍人軍属を対象とした勅令を改正するのではなく、別個に法律を作ることについて政府は、当勅令は連合国最高司令部からの指令によって作成されたものであり、軍人軍属以外は連合国最高司令部の指示の範囲外となるため、文官と軍人軍属との権衡上の理由で今回新たに法律案として作成したと述べたが、連合国最高司令部の指令では当時の社会状況からして致し方ないことになるが、権衡上を理由にして政府がその範囲を広くにも狭くにもできることは問題があるのではないかという質問がでた。
これに対して政府は、今回の件について文官と軍人軍属の公債は同じ性質のものであり、金額も僅かなものでこれによって打撃を受ける者も少ないと判断できるため、今回の処置は差し支えはないと述べた。

### 第1項但し書きとその問題
当時、金銭に困っている者に対して、特定の条件で政府の預金部が救済の観点から賜金国庫債券を買い取る形となっており、本則第1項但し書きには、公債の内で政府が買い上げたものはなお有効という規定が記されている。これに対して「有効」というのは、政府が買い上げた行為自体を有効としているのか、それとも政府が買い上げた公債自体を有効として取っておくということなのかという質問に対して政府は、預金部が保有している関係上、賜金国庫債券としてではなくて普通の公債として持たせておきたいのが理由と述べた。
また買い取りに条件があるにしろ、早い者が得をするという様な考え方になってしまい、そういう風潮を作り出すことは危険なのではないかという質問に対して、政府もこのことは自覚しており、今後このようなことが無い様になるべく心懸けることを約束した。

### 無効の解釈
賜金国庫債券は元々大日本帝国憲法第15条の恩賞によって戦争の功績を理由として賜れた賞詞を、国家が各個人に対してその債務を履行する一つの方法として交付されたものであるが、この法律により公債を無効とするというのは、この法律によりその賞詞も取消されると解すべきなのか、あるいはこの公債を交付されることにより国家の債務は既に履行されたものであるから、公債を無効にすれば後には国家の債務は残らないものと解すべきであるのかという質問がでた。
これに対して政府は、この法律を作成するきっかけとなる連合国総司令部の指令では、軍人軍属に対して金銭的な給与をしてはいけないという命令であり、金銭の支払いが除かれたものであって、その奥にある賞詞に対してはなお存在すると解釈できることから、今回の法律も同様に解せると述べた。